# Anthony McGill
Anthony McGill (* 5. Februar 1991 in Glasgow) ist ein schottischer Snookerspieler, der seit 2010 auf der World Snooker Tour spielt. Seitdem hat er mit den Indian Open 2016 und dem Snooker Shoot-Out 2017 zwei Ranglistenturniere gewonnen und zeitweise Rang 12 der Snookerweltrangliste erreicht.

## Leben
McGill wuchs im Glasgower East End auf, unweit des Stadions von Celtic Glasgow, dessen Fan er ist. Er lebt vegan.

## Karriere

### Amateurkarriere
McGill erlangte Anfang des 21. Jahrhunderts als Juniorenspieler in Schottland Aufmerksamkeit. Er trainierte im Glasgower Vorort Clydebank und gewann Juniorenturnier, darunter 2005 die schottische U16-Meisterschaft. 2006 verlor er im Finale des Junior Pot Black gegen Stuart Carrington, erreichte aber auch das Achtelfinale der U19-Europameisterschaft, welches er 2007 erneut erreichte. Während der Saison 2007/08 nahm McGill mit einigem Erfolg an der Pontins Pro/Am, einer Turnierserie für Profis und Amateure, und vor allem an der Pontin’s International Open Series (PIOS) teil, wo er je einmal im Halbfinale und einmal im Viertelfinale ausschied. Er verpasste mit Platz 17 der Gesamtwertung trotzdem einen der acht Qualifikationsplätze für die Profitour. Wichtiger war seine Teilnahme an der U19-Europameisterschaft, bei der er bis ins Finale vorstoßen konnte, dort allerdings erneut knapp einen Qualifikationsplatz für die Profitour verpasste, als er 2:6 Stephen Craigie unterlag.
Noch im Jahr 2008 nahm McGill erstmals an der Europameisterschaft der Herren teil und schied im Achtelfinale gegen Craig Steadman aus. 2009 unterlag er im Halbfinale der schottischen Haupt-Meisterschaft Ross Vallance. Erneut nahm er an der PIOS teil und schied wieder je einmal erst im Halb- und Viertelfinale aus. Mit Rang 22 in der Endwertung reichten diese guten Ergebnisse aber erneut nicht für eine Main-Tour-Qualifikation. In der nächsten Saison gelang McGill der Einzug ins  Viertelfinale der Amateurweltmeisterschaft, wo er sich Alfie Burden geschlagen geben musste. Später erreichte er zum zweiten Mal in seiner Karriere das Finale der U19-Europameisterschaft und verlor erneut, diesmal gegen Jak Jones. Zudem gehörte er wieder zum Teilnehmerfeld der PIOS, erneut mit dem schon fast obligatorischen Ausscheiden in einem Halb- und einem Viertelfinale. Allerdings erreichte er zusätzlich auch zum ersten Mal ein Endspiel eines der Turniere und siegte gegen Farakh Ajaib. Im Endklassement belegte er deshalb den vierten Rang, der für eine Qualifikation für die Snooker Main Tour ausreichte. Dementsprechend wurde er zur Saison 2010/11 Profispieler.

### Erste Profijahre

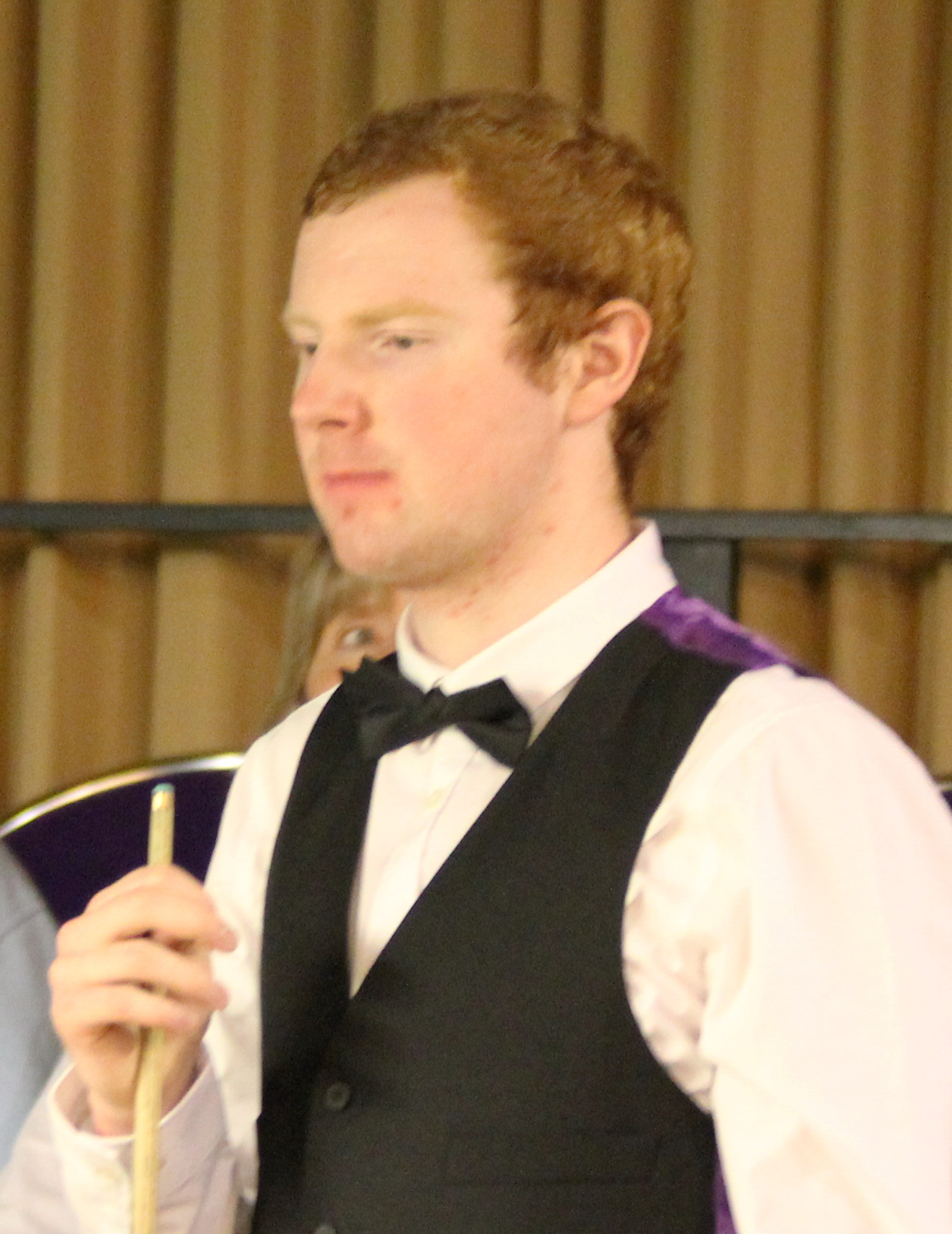
Anthony McGill beim Paul Hunter Classic 2012

McGills erste Profisaison verlief auf gutem Niveau. Bei den meisten Ranglistenturnieren verlor er zwar in der Qualifikation, erreichte aber immerhin beim German Masters die Hauptrunde. Bei den Turnieren der Players Tour Championship (PTC) hatte er mehr Erfolg und erreichte regelmäßig die Runde der letzten 32, beim zweiten Event sogar das Viertelfinale. Seinen größten Erfolg erzielte er bei einem Turnier ohne Weltranglisteneinfluss, der Scottish Professional Championship, bei der er das Finale erreichte und erst dort gegen Topspieler John Higgins ausschied. Zudem erreichte er beim Pink Ribbon auf Amateurebene das Achtelfinale. Am Ende der Saison belegte er Rang 59 der Weltrangliste, wodurch er sich direkt für die nächste Saison qualifizierte. In der folgenden Spielzeit konnte er sich auf diesem Niveau etablieren und seine Vorjahresergebnisse mit ähnlichen Resultaten wiederholen. Höhepunkt war diesmal das dritte PTC-Event, bei dem er erst im Halbfinale ausschied. Am Saisonende hatte er sich leicht verbessert und wurde nun auf Rang 50 geführt.
Auch in der Saison 2012/13 hielt McGill sein Niveau. Zweimal, bei dem PTC-Event der Bulgarian Open, und den Grand Finals der PTC als vollwertigem Ranglistenturnier, schied er erst in einem Achtelfinale aus. Bei dem PTC-Turnier Scottish Open gelang ihm allerdings erstmals der Einzug in das Finale eines Turnieres mit Weltranglisteneinfluss, da die Scottish Professional Championship einen solchen nicht hatte und die PTC-Events als sogenannte Minor-ranking-Turniere einen, wenn auch sehr geringen, Einfluss auf die Rangliste hatten. Zwar verlor er das Endspiel mit 2:4 gegen Ding Junhui, verbesserte sich dadurch aber auf der Weltrangliste um zwei Plätze. Da er darüber hinaus in der anschließenden Saison  ähnliche Ergebnissen wie im Vorjahr erzielte, indem er sowohl das Viertelfinale des vollwertigen Ranglistenturnieres Indian Open als auch das Halbfinale des PTC-Events Zhengzhou Open erreichte, verbesserte er sich auf den 42. Platz der Weltrangliste, womit er sich deutlich im sicheren Bereich der Weltrangliste bewegte.

### Aufstieg in die Weltspitze

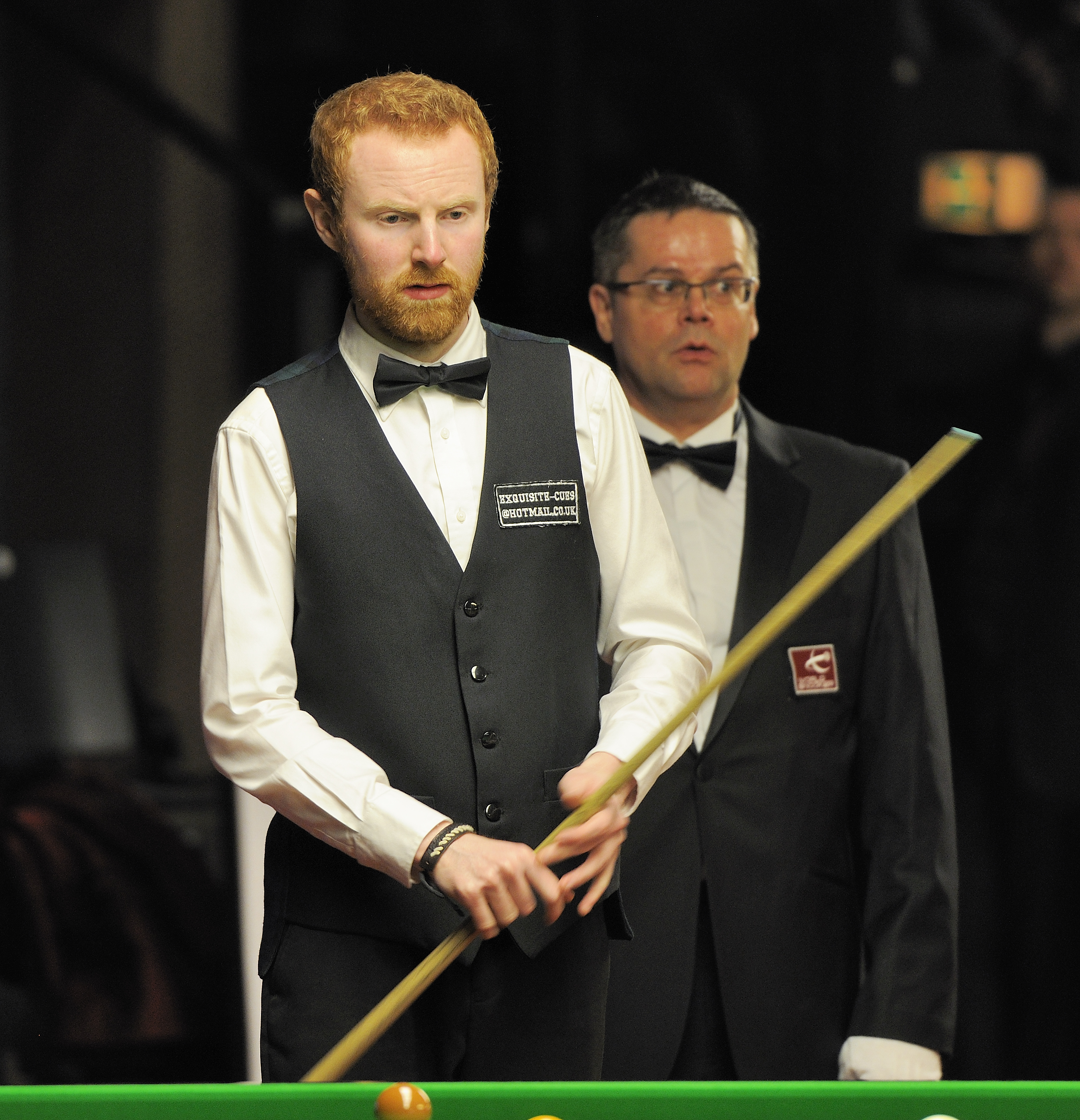
Anthony McGill beim German Masters 2014

McGill steigerte sich in der Folge sukzessiv. Er schied in der Saison 2014/15 fast immer frühestens in der Runde der letzten 64 aus, kam aber nur sehr selten über die folgende Runde der letzten 32 hinaus. Bestes Ergebnis bei den Minor-ranking-Turnieren war die Halbfinalteilnahme bei den Riga Open, darüber hinaus zog er allerdings auch in das Achtelfinale der PTC-Grand-Finals sowie in das Viertelfinale der zwei wichtigsten Profiturniere, der UK Championship und der Snookerweltmeisterschaft, ein. Dadurch sprang er auf der Weltrangliste auf Rang 24. Nachdem McGill in der nächsten Saison neben dem Achtelfinale des Einladungsturniers 6-Red World Championship bei den Ranglistenturnieren als bestes Ergebnis nur eine Achtelfinalteilnahme – diese ereignete sich aber immerhin bei der Snookerweltmeisterschaft – vorweisen konnte, verschlechterte er sich allerdings wieder etwas und wurde am Saisonende nur noch auf Rang 28 geführt.
Weitaus erfolgreicher verlief die Spielzeit 2016/17. Nebst mehreren Achtelfinalteilnahmen schied McGill beim Riga Masters, bei den World Open und beim European Masters erst im Viertelfinale aus und kam bei der Championship League bis in die finale Winners Group. Seine größten Erfolge ereigneten sich allerdings bei den Indian Open und dem Snooker Shoot-Out, als er gegen Kyren Wilson beziehungsweise Xiao Guodong seine ersten beiden vollwertigen Ranglistenturniere gewinnen konnte. Am Saisonende fand er sich auf Rang 17 der Weltrangliste wieder. Mit der folgenden Saison setzte er seine Erfolgsserie fort und schied nebst mehreren Achtelfinalniederlagen wie beispielsweise nach einem Comeback im Erstrundenspiel gegen Ryan Day bei der Snookerweltmeisterschaft bei fünf Turnieren erst im Viertelfinale und bei zwei weiteren Turnieren, neben der 6-Red World Championship als Einladungsturnier das Ranglistenturnier English Open, erst im Halbfinale aus. Bei den Indian Open glückte ihm beinahe die Titelverteidigung, als er erneut das Endspiel erreichte, sich dort allerdings seinem Landsmann John Higgins geschlagen geben musste. Zeitweise bereits auf Rang 13 geführt, der bis dahin höchsten Platzierung seiner Karriere, platzierte er sich zum Saisonende auf Rang 14.

### Kampf um die Top 16
Während der Saison 2018/19 verschlechterte sich McGills Form etwas und einige Achtelfinals, darunter beim European Masters und bei den China Open, blieben die besten Ergebnisse der Saison, auch wenn die Teilnahme an der ersten Hauptrunde der Snookerweltmeisterschaft genauso wichtig war. Am Saisonende belegte er nur noch Rang 23. Bei zahlreichen frühen Niederlagen der nächsten Saison waren die Viertelfinalteilnahme beim Snooker Shoot-Out und die Halbfinalteilnahme bei der ersten Ausgabe der Championship League zwei der wichtigsten Ergebnisse. Übertroffen wurde dies noch von der Snookerweltmeisterschaft, bei der McGill unter anderem Jack Lisowski besiegte und das Halbfinale erreichte. Das Spiel gegen Kyren Wilson verlief äußerst knapp und endete in einem umkämpften Decider mit zahlreichen Foulpunkten und Safetys (der Endpunktestand betrug dank der Fouls 186 Punkte bei eigentlich nur 147 möglichen Zählern), in dem McGill den kürzeren zog und mit dem Endstand 83:103 im Decider und 16:17 im gesamten Spiel ausschied. Die Halbfinalteilnahme war wertvoll für seine Platzierung und McGill verbesserte sich mit dem Saisonende 2020 auf Rang 22.
Während der nächsten zwei Saisons konnte McGill regelmäßig gute Ergebnisse erzielen. So stand er unter anderem im Viertelfinale der Snookerweltmeisterschaft 2021, der UK Championship 2021 und des European Masters 2022 und erreichte bei den Scottish Open 2021 das Halbfinale. Dadurch gelang ihm nicht nur die Rückkehr in die Top 16, sondern McGill konnte sich dort etablieren. Im März 2022 wurde er für einige Zeit sogar auf Platz 12 geführt, ein neuer Bestwert seiner Ranglistenposition. In der Saison 2022/23 zeigte McGill konstante Leistung und erreichte in fast allen wichtigen Turnieren die Runde der Letzten 32. Er konnte jedoch nicht an die Einzelerfolge der Vorsaisons anschließen. Bei den Scottish Open erreichte er das Achtelfinale, beim World Grand Prix das Viertelfinale und bei den Northern Ireland Open sogar das Halbfinale. Zum Saisonabschluss gelang ihm die Viertelfinalteilnahme bei der Weltmeisterschaft und er beendete die Saison auf Platz 19 der Weltrangliste.
2023/24 begann mit einem Fehlstart, in den ersten vier Turnieren gewann er zusammen nur ein Match. Erst bei der International Championship hatte er mit dem Achtelfinale wieder ein besseres Ergebnis und konnte sich stabilisieren. Das Viertelfinale bei den Welsh Open in der zweiten Saisonhälfte war sein bestes Saisonergebnis. Ein großer Rückschlag waren aber zum Saisonende die 1:5-Niederlage gegen Ashley Hugill zu Beginn der World Open und vor allem die Erstrundenniederlage gegen He Guoqiang bei der Weltmeisterschaft. Er verlor etliche Weltranglistenpunkte und fand sich nur noch auf Platz 32 wieder. Der Abwärtstrend setzte sich im folgenden Jahr fort. In der ersten Saisonhälfte erreichte er nur zweimal Runde 3, verlor aber dreimal das Auftaktspiel. Einziges Erfolgserlebnis war das Erreichen des Viertelfinals beim German Masters im Januar 2025. Damit rettete er immerhin noch einen Platz unter den Top 64 und behielt seinen Profistatus.

## Erfolge
| Ausgang         | Jahr | Turnier                                              | Finalgegner       | Ergebnis     |
| --------------- | ---- | ---------------------------------------------------- | ----------------- | ------------ |
| Amateurturniere |      |                                                      |                   |              |
| Sieger          | 2005 | Schottische U16-Meisterschaft                        | Neil Dillon       | 5:3          |
| Zweiter         | 2006 | Junior Pot Black                                     | Stuart Carrington | 46:58 (Pkt.) |
| Zweiter         | 2008 | EBSA U19-Snookereuropameisterschaft                  | Stephen Craigie   | 2:6          |
| Sieger          | 2009 | Pontin’s International Open Series 2009/10 – Event 5 | Farakh Ajaib      | 6:0          |
| Zweiter         | 2010 | EBSA U19-Snookereuropameisterschaft                  | Jak Jones         | 4:6          |
| Profiturniere   |      |                                                      |                   |              |
| Zweiter         | 2011 | Scottish Professional Championship                   | John Higgins      | 1:6          |
| Zweiter         | 2012 | Scottish Open                                        | Ding Junhui       | 2:4          |
| Sieger          | 2016 | Indian Open                                          | Kyren Wilson      | 5:2          |
| Sieger          | 2017 | Snooker Shoot-Out                                    | Xiao Guodong      | 67:19 (Pkt.) |
| Zweiter         | 2017 | Indian Open                                          | John Higgins      | 1:5          |